# Carl Andrews
Carl Andrews (1947 — 1990) foi um ator britânico. Papel mais notável de Andrews foi como mecânico Joe MacDonald, sendo considerado o primeiro personagem negro a atuar na versão original da soap opera britânica Crossroads. Andrews permaneceu no papel, de 1978 até 1986.